# Josep Maria Giménez-Botey
Josep Maria Giménez-Botey (Barcelona 1911 - 1974) fou un escultor català. Estudià a l'Escola de Belles Arts de Barcelona. Primer va tenir una etapa formalista i finalment una no figurativa. El 1936 fou un dels fundadors del Primer Saló d'Artistes Independents de Barcelona, i durant la guerra civil espanyola viatjà per Amèrica del Sud per a promoure la causa republicana.
En acabar la guerra civil s'instal·là a Mèxic, on fou un dels fundadors de l'Ateneo Español de México i realitzà diverses exposicions d'escultura i pintura. Però on destacà veritablement fou en cartellisme, amb el que el 1953 va obtenir el premi de la Secretaría de Agricultura y Ganadería de Mèxic i fou representant de Mèxic en el concurs de Londres, que es va exposar a la Tate Gallery. Alhora, fou assessor artístic a la revista dels exiliats Pont Blau. El 1964 tornà a Barcelona, on treballà com a grafista esperant un èxit en la seva tasca que no es consolidà per la seva mort al cap de poc.

## Llibres
- Esculturas, pinturas, dibujos 1953/57 (1957)
- Giménez Botey (1957) amb text de José Emilio Pacheco